# جان هودنت
جان هودنت (انگلیسی: John K. Hodnette; ۲۳ مارس ۱۹۰۲ – ۱۳ ژوئن ۱۹۶۶) دانشمند اهل ایالات متحده بود.
وی همچنین برندهٔ جوایزی همچون مدال ادیسون انجمن مهندسان برق و الکترونیک شده است.